# Coulombs, Calvados
Coulombs är en kommun i departementet Calvados i regionen Normandie i norra Frankrike. Kommunen ligger i kantonen Creully som ligger i arrondissementet Caen. År 2018 hade Coulombs 459 invånare.

## Befolkningsutveckling
Antalet invånare i kommunen Coulombs
Referens: INSEE